# Історія релігії
Історія релігії — галузь релігієзнавства, що вивчає походження і внутрішній розвиток релігії, а також особливості її соціально-культурних зв'язків.

## Наукова сутність
Передусім вона зосереджується на дослідженні ранніх вірувань і культів народів світу. Щодо цього багатий матеріал містять праці англійських етнографа Альфреда-Едварда Тейлора (1869—1945), історика Джеймса-Джорджа Фрезера (1854—1941), американського соціолога Люїса-Генрі Моргана (1818—1881), українського історика, культуролога, теолога Івана Огієнка (митрополита Іларіона) (1882—1972) та ін.

## Перші дослідники
Перший історик релігії Тайлор заснував еволюційну школу. Розвиток релігійної історії після Другої світової війни був пов'язаний з Мірча Еліаде, який розвинув феноменологію релігії в практиці історичних досліджень релігії. Він же досліджував перехід від міфологічного опису світу до історичного.

## Завдання
Це одна з базових релігієзнавчих дисциплін, вона акумулює знання від виникнення примітивних вірувань, первісних релігійних форм до становлення і розвитку національних і світових релігій, відтворює минуле різних релігій у конкретності їх форм, накопичує і зберігає інформацію про них.